# Возврат активов
Возвра́т акти́вов — процесс по возвращению средств, полученных с использованием незаконных, в том числе коррупционных, механизмов; признается основополагающим принципом Конвенции ООН против коррупции (UNCAC).

## Общие сведения
Возврат активов или конфискация активов вне уголовного производства — это инструмент изъятия доходов и имущества, которое утрачено в результате преступления, например похищено или приобретено в результате осуществления коррупционных механизмов и скрыто в иностранных юрисдикциях.
Применяется в ситуации, когда злоумышленника нельзя подвергнуть уголовному преследованию в случае смерти преступника, его сокрытия от правосудия или если преступник не может подвергаться уголовному преследованию в силу обладания правовым иммунитетом.
Активами могу быть денежные средства на банковских счетах, ценные бумаги, недвижимость, транспортные средства, предметы искусства, а также драгоценные металлы.
Возврат активов является эффективной мерой борьбы с хищением имущества, особенно в случае невозможности применения конфискации в уголовном порядке.
Следует учитывать, что при возврате похищенных и вывезенных (выведенных) за рубеж активов из развивающихся стран есть определённый набор проблем, например предоставление подтверждений и улик для расследования и уголовного преследования в иностранной юрисдикции, неполнота законодательной и процессуальной базы для международного сотрудничества, исполнения постановлений иностранных судов, необходимость наличия двойной подсудности и обеспечения гарантий, длительность процедуры из-за формальностей, различия в системах конфискации, которые могут привести к проблемам её осуществления.

## Процесс возврата активов
1. Сбор сведений и доказательств, отслеживание активов;
2. Обеспечение сохранности активов;
3. Международное сотрудничество;
4. Судебное разбирательство;
5. Исполнение постановлений;
6. Возврат имущества[9].

## Конвенция ООН по противодействию коррупции
Конвенция ООН против коррупции (UNCAC), вступившая в силу в 2005 году рекомендует принять законодательство, обеспечивающее возврат похищенных государственных средств государствам-участникам Конвенции. Возврат активов является основополагающим принципом данной Конвенции. В конвенции содержится отдельная глава, посвящённая данной проблематике, где раскрываются принципы по отслеживанию и аресту похищенных активов. Государства, принявшие Конвенцию, обязуются содействовать друг другу при решении вопросов по возврату активов.
Согласно Конвенции против коррупции, существуют следующие механизмы по возвращению активов:
- Меры по контролю финансовых учреждений за подозрительными операциями с банковскими счетами должностных лиц и членов их семей (UNCAC, статья 52);
- Процедуры, необходимые для того, чтобы государство-участник в качестве частного лица имело возможность выступать в судах другого государства-участника (UNCAC, статья 53);
- Внутреннее законодательство, которое делает возможным признание государством постановления о конфискации, вынесенного судом другого государства. После чего провести расследование, в результате которого заморозить и конфисковать имущество, приобретенное с использованием коррупционных механизмов в другом государстве (UNCAC, статья 54);
- Меры, которые могут потребоваться, чтобы разрешить конфискацию имущества вне уголовного производства, особенно в случае смерти или бегства преступника и др. (UNCAC, статья 55);

В Конвенции прописаны принципы взаимодействия государств-участников по возврату активов.

## Инициатива по возвращению похищенных активов (Инициатива StAR)
Управление ООН по наркотикам и преступности (УНП ООН) совместно с Всемирным банком запустили проект «Инициатива по возврату похищенных активов» («Инициатива StAR»). Разработчики проекта призывают государства ратифицировать Конвенцию ООН по противодействию коррупции. Генеральный секретарь ООН Пан Ги Мун в выступлении 2007 года отметил, что данная инициатива будет способствовать сотрудничеству между развитыми и развивающимися государствами, государственным и частным сектором. Результатом такого сотрудничества станет возвращение активов законным владельцам.
В результате возникло издание, подробно анализирующее данную проблематику. Среди направлений деятельности данной программы:
- Распространение информации о принципах и мерах возврата похищенных государственных средств;
- Создание внутригосударственных механизмов для возврата активов (к примеру, процедуру запроса на возврат активов, процедуру конфискации имущества и т.д);
- Отслеживание использованных возвращённых активов по запросу[11].

## Примеры возвращения активов
- Индонезия. При президенте Сухарто похищено средств на сумму 10 млрд долларов. Австралия вернула 3 миллиона, 920 миллионов заморожено[12]. Остальные средства находятся в банках Гонконга, Китая, Каймановых и Британских Виргинских островов.
- Нигерия. Президент Нигерии Сани Абача незаконно вывез из страны 5 млрд долларов. Швейцария вернула 825 миллионов[12]. После смерти Сани Абачи правительство Нигерии предпринимало попытки договориться с семьей Абачи о возврате похищенных средств. Сын бывшего Президента, Мохаммед Абача утверждал, что средства получены законным путём. В 2002 году семья согласилась вернуть 1,2 млрд долларов, похищенных из Центрального банка.
- Филиппины. Бывший президент Филиппин Фердинанд Маркос вывез из страны примерно 5 миллиардов долларов[13].